# Sindrome da mutilazione acrale
La sindrome da mutilazione acrale in inglese Acral Mutilation Syndrome  (AMS) è un raro disturbo sensoriale neurodegenerativo su base genetica che affligge alcune razze di cani.

## Clinica
Individuata la prima volta nel 2016, si manifesta nell'incapacità del soggetto di sentire dolore alle estremità degli arti, spesso la patologia si combina con l’automutilazione. I segni clinici compaiono nei cuccioli di circa quattro mesi quando iniziano a leccarsi e mordersi le zampe. 
Nei casi più gravi si hanno auto-mutilazioni dei piedi tra cui perdita di artigli, fratture indolori e amputazione delle dita.

## Patogenesi
La malattia colpisce solo i neuroni sensoriali perché i cani affetti non presentano segni di disturbi del sistema nervoso autonomo, come la funzione motoria e la propriocezione. È questa una malattia neurologica su base genetica, dove entrambi i genitori devono portare con sé una copia della mutazione perché si manifesti la malattia.
Il test del DNA è l'unico modo per identificare i portatori; il gene coinvolto è il GDNF (fattore neurotrofico derivato dalle cellule gliali); la patologia si manifesta con la variante: chr4:70875561C>T (OMIA variante 444).
Le razze di cani in cui è presente la AMS sono:
- Affenpinscher,
- Bobtail,
- Border Collie,[5]
- Cane da ferma tedesco a pelo corto,
- Cirneco dell'Etna,
- Cocker spaniel inglese,
- Épagneul breton,
- Pointer inglese,
- Springer spaniel inglese,
- Irish Terrier,
- Old English Sheepdog
- Miniature Pinscher[6]

## Terapia
Nessuna nota.